# نزدیک‌تر به ماه
نزدیک‌تر به ماه (رومانیایی: Mai aproape de lună) یک فیلم کمدی-درام رومانیایی-آمریکایی است که در سال ۲۰۱۳ منتشر شد.

## بازیگران
- ورا فارمیگا
- مارک استرانگ
- هری لوید
- آنتون لسر
- کریستیان مک‌کی
- تیم پلستر
- جو آرمسترانگ
- درل دسیلوا
- آلن کوردانر
- دیوید دی کایسر
- فرانسس کوکا
- جان هنشا
- گوئینت کی‌ورث
- مونیکا بیرلادانو